# Szkoła chicagowska (architektura)

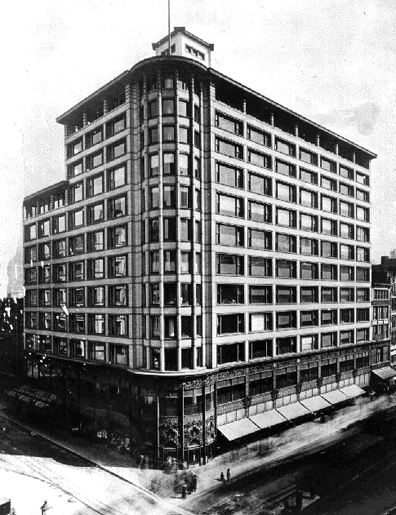
Szkoła chicagowska: L. Sullivan, Carsons Building w Chicago

Szkoła chicagowska – w architekturze określenie wczesnomodernistycznych trendów w twórczości architektów działających w Chicago pod koniec XIX i na początku XX w..
Wznoszone przez szkołę chicagowską budynki posiadały kubiczną bryłę z płaskim dachem, stalową strukturę, widoczną w podziale elewacji oraz obszerne przeszklenia. Elewacja pokryta była najczęściej fabrycznie produkowaną terakotą, lecz obfitowały w ornamenty, zwłaszcza w postaci wici roślinnych.

## Budynki w Chicago
| Zdjęcie | Nazwa                                               | Rok budowy |
| ------- | --------------------------------------------------- | ---------- |
|         | Pierwszy budynek Leiter                             | 1879       |
|         | Montauk Building                                    | 1882–1883  |
|         | Rookery Building                                    | 1886       |
|         | Auditorium Building                                 | 1889       |
|         | Drugi budynek Leiter                                | 1891       |
|         | Ludington Building                                  | 1891-1892  |
|         | Monadnock Building                                  | 1891–1893  |
|         | Reliance Building                                   | 1890-1895  |
|         | Marquette Building                                  | 1895       |
|         | Fisher Building                                     | 1895-1896  |
|         | Gage Group Buildings                                | 1898       |
|         | Sullivan Center                                     | 1899       |
|         | Heyworth Building                                   | 1904       |
|         | Chicago Building                                    | 1904–1905  |
|         | Brooks Building                                     | 1910       |
|         | Transportation Building w Chicago (Heisen Building) | 1910-1911  |

## Budynki poza Chicago
| Zdjęcie | Nazwa                                    | Rok budowy | Lokalizacja                                |
| ------- | ---------------------------------------- | ---------- | ------------------------------------------ |
|         | Wainwright Building                      | 1891       | Stany Zjednoczone Saint Louis              |
|         | Mills Building and Tower                 | 1892       | Stany Zjednoczone San Francisco            |
|         | Goodspeed Brothers Building              | 1895       | Stany Zjednoczone Grand Rapids             |
|         | Guaranty Building & Interpretive Center  | 1896       | Stany Zjednoczone Buffalo (Nowy Jork)      |
|         | Union Bank Building                      | 1904       | Kanada Winnipeg                            |
|         | Blount Building                          | 1907       | Stany Zjednoczone Pensacola                |
|         | Consultancy House                        | 1910       | Nowa Zelandia Dunedin                      |
|         | Stary budynek Banku Narodowego w Spokane | 1910       | Stany Zjednoczone Spokane                  |
|         | Swetland Building                        | 1910       | Stany Zjednoczone Cleveland                |
|         | Kearns Building                          | 1911       | Stany Zjednoczone Salt Lake City           |
|         | St. James Building                       | 1912       | Stany Zjednoczone Jacksonville             |
|         | Western Auto Building                    | 1914       | Stany Zjednoczone Kansas City              |
|         | McLeod Building                          | 1915       | Kanada Edmonton                            |
|         | LifeSavers Building                      | 1920       | Stany Zjednoczone Port Chester (Nowy Jork) |
|         | Nicholas Building                        | 1926       | Australia Melbourne                        |

## Wybrani przedstawiciele szkoły chicagowskiej
- Dankmar Adler
- Daniel Burnham(inne języki)
- Louis Sullivan
- William Le Baron Jenney